# عدم مسؤولية

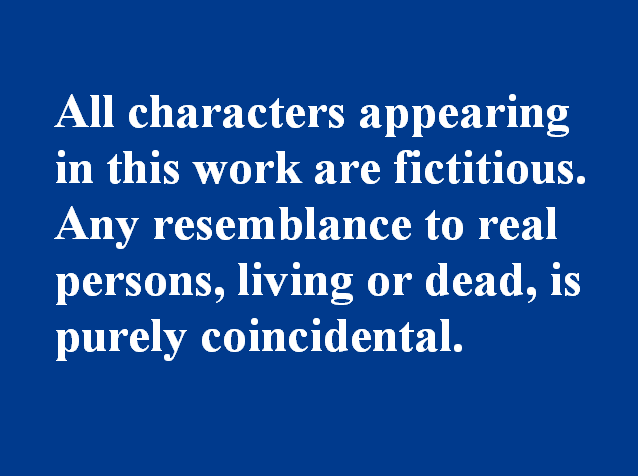

«إخلاء المسؤولية» هي نقطة وملف هام يجب أن يكون متواجد في أي موقع ليتفادى أية مسائلة قانونية من قبل أطراف أخرى ويجب أن تكون موجودة خاصة في المواقع التجارية.
الملفان الذين يجتمعان معا هما:
Privacy Policy أو سياسة الخصوصية و Disclaimer (الموجودة على الأكثر في المواقع التجارية) وهي عبارة عن بيان يحدد المسؤولية من قبل الموقع إن تم مسائلته قانونيا من قبل أطراف ثالثة. فيه يتم كذلك كتابة كيف يعالج الموقع البيانات الشخصية وأمور الدفع وهكذا.
نعم السياسة ضرورية جدا ليتأكد المستخدمين انك ستحفظ خصوصيتهم وماذا ستفعل مع المعلومات الشخصية وأيضا تعطيك أنت موافقة الزوار عند استخدام وزيارة الموقع على استخدام تلك المعلومات في الأهداف التي كتبها.
طبعا كتابة disclaimer/terms ليس بالأمر السهل لهذا إذا لم تكن تعرف كيف تبدأ بكتابة تلك الملفات من هنا مواقع تساعدك كثيرا في هذا:
- DMA Privacy Policy Generator
- OECD Privacy Statement Generator
- Google Adsense & other Ad Networks Privacy Policy Generator
- Privacy Policy Generator
- Free Site Disclaímer

التنصل أو التملص ( Disclaimer ) جملةٌ تُوضَعُ في رسالةِ بريدٍ إلكتروني أو في مقالٍ أخباري لتحلّ محلّ عبارة تتطلبها بعض الأعمال أو المؤسسات، وذلك لأن مضامين الرسالة أو المقال لا تمثل آراء أو سياسات المنظمة التي تملك نظام البريد الإلكتروني الذي أصدر الرسالة.